# Kloster Tarouca
Das Kloster Tarouca (São João de Tarouca; Sanctus Johannes de Tarouca) ist eine ehemalige Zisterzienserabtei am Fluss Varosa in São João de Tarouca in der Gemeinde Tarouca im Distrikt Viseu in Portugal.

## Geschichte
Das Kloster wurde 1140 oder 1144 nach dem Sieg von Dom Afonso Henriques über die Mauren in Trancoso als Tochterkloster der Primarabtei Clairvaux an der Stelle einer Niederlassung von Eremiten gegründet. Nach der Legende hatte Johannes der Täufer den hl. Bernhard von Clairvaux im Jahr 1131 zur Gründung eines Klosters in Portugal aufgefordert. Es war das früheste Zisterzienserkloster in Portugal. Mit dem Bau der Kirche wurde 1152 wohl unter Mitwirkung von Bauleuten aus Frankreich begonnen. 1169 wurde die Kirche geweiht. 1297 wurde dem Kloster auch das Kloster Aguiar unterstellt. Wie alle portugiesischen Zisterzienserklöster wurde auch Tarouca 1834 aufgelöst.

## Bauten und Anlage

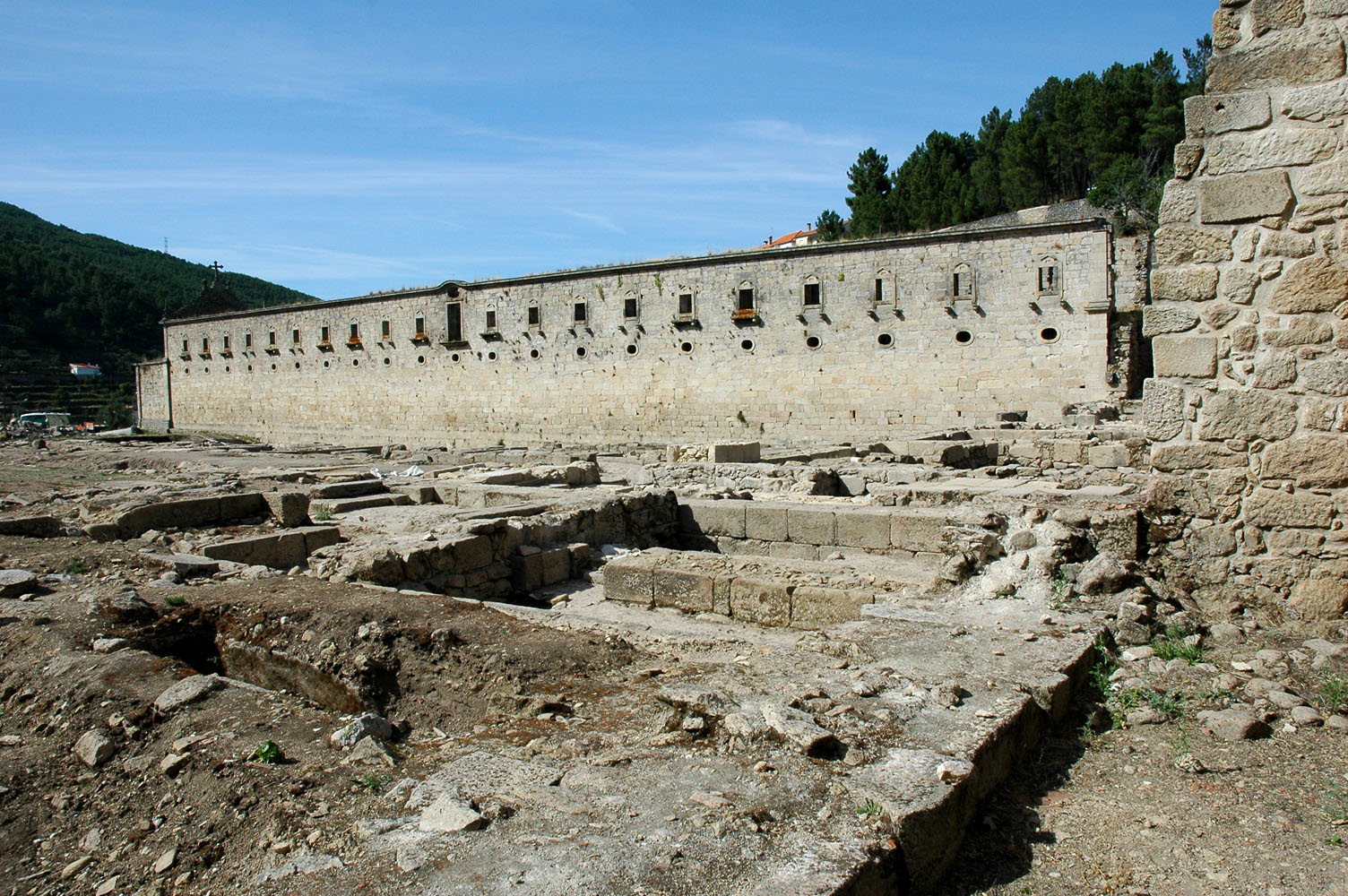
Klostergebäude

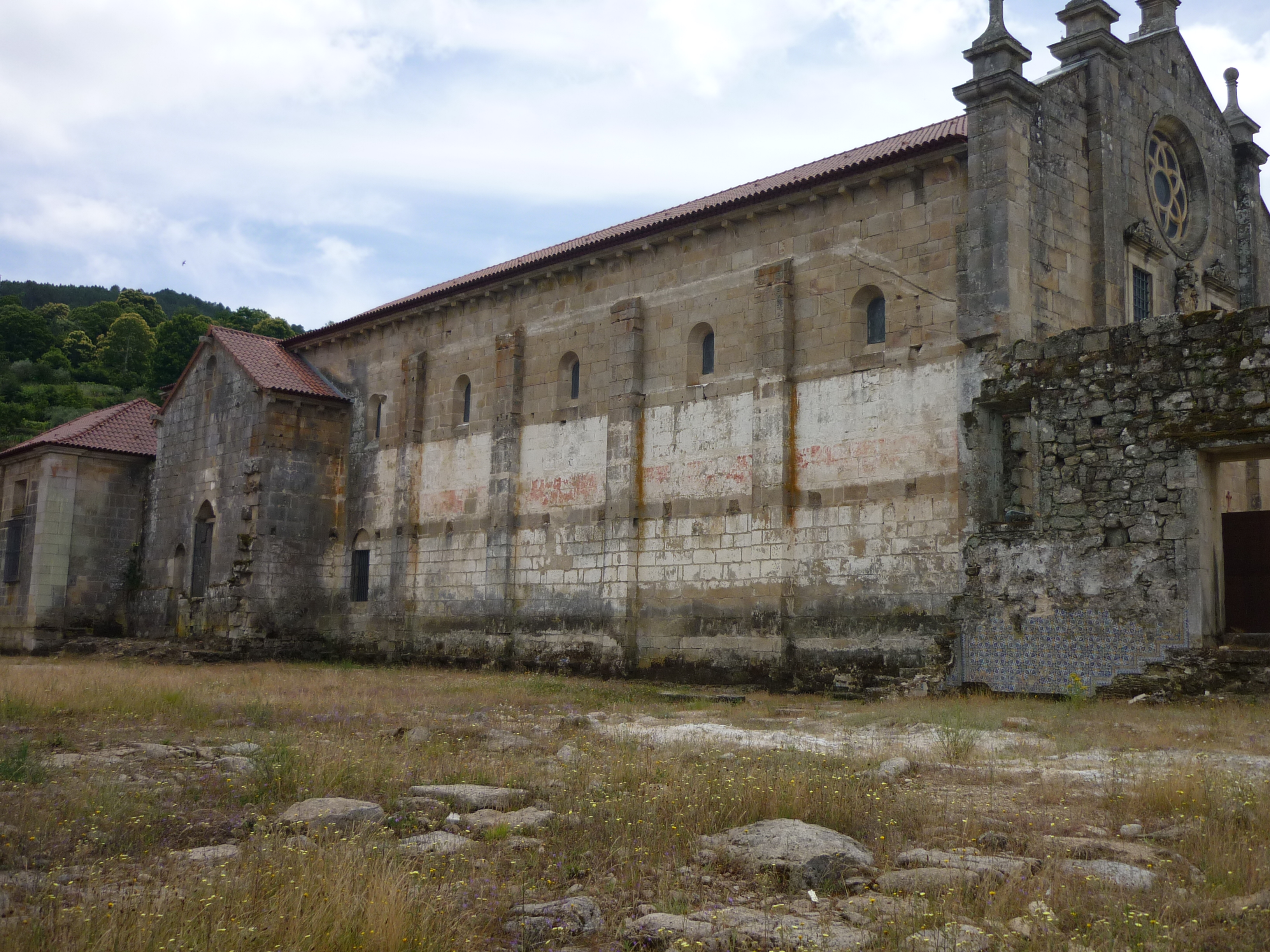
Klosterkirche von Nordwesten mit Fundamenten des Kreuzgangs

Von der Anlage sind die zum Zeitpunkt der Weihe noch nicht vollendete Kirche vom Typ Clairvaux II, und Ruinen einiger Klosterbauten wie des Dormitoriums aus dem 16. Jahrhundert und ein Turm sowie die Fundamente zweier Kreuzgänge erhalten. Die dreischiffige, fünfachsige kreuzförmige spätromanische Kirche mit Spitztonnengewölbe, in den 3,80 m breiten Seitenschiffen mit quergestellten Spitztonnen, und hoch über dem Boden auf Pilastern ruhenden Gurten entspricht dem bernhardinischen Plan. Sie wurde im 17. Jahrhundert stark verändert, nachdem bereits im 16. Jahrhundert der Chor verlängert worden war. Die im Jahr 1200 errichtete Westfassade wird durch zwei Pilaster geteilt und besitzt ein Renaissanceportal sowie eine Rosette mit einem sechszackigen Stern. 1938 fanden in der Kirche Restaurierungsarbeiten statt.

### Ausstattung
Der reich vergoldete Altar mit gedrehten Säulen stammt aus der Zeit um 1690. Seitlich Azulejos zum Leben Johannes des Täufers und von Bernhard von Clairvaux aus der Zeit um 1550.

### Grabmäler
Im linken Querhaus steht ein 3,66 m langer Granitsarkophag für Dom Pedro Afonso (gestorben 1354, illegitimer Sohn von König Dinis I.), den Grafen von Barcelos, mit der Darstellung einer Wildschweinjagd (der Sarkophag für seine Ehefrau jetzt im Regionalmuseum von Lamego).